# Topana
Topana – wieś w Rumunii, w okręgu Aluta, w gminie Topana. W 2011 roku liczyła 450 mieszkańców. 